# Agrostis lobata
Agrostis lobata é uma espécie de gramínea do gênero Agrostis, pertencente à família Poaceae.